# Шуф (биосферный резерват)

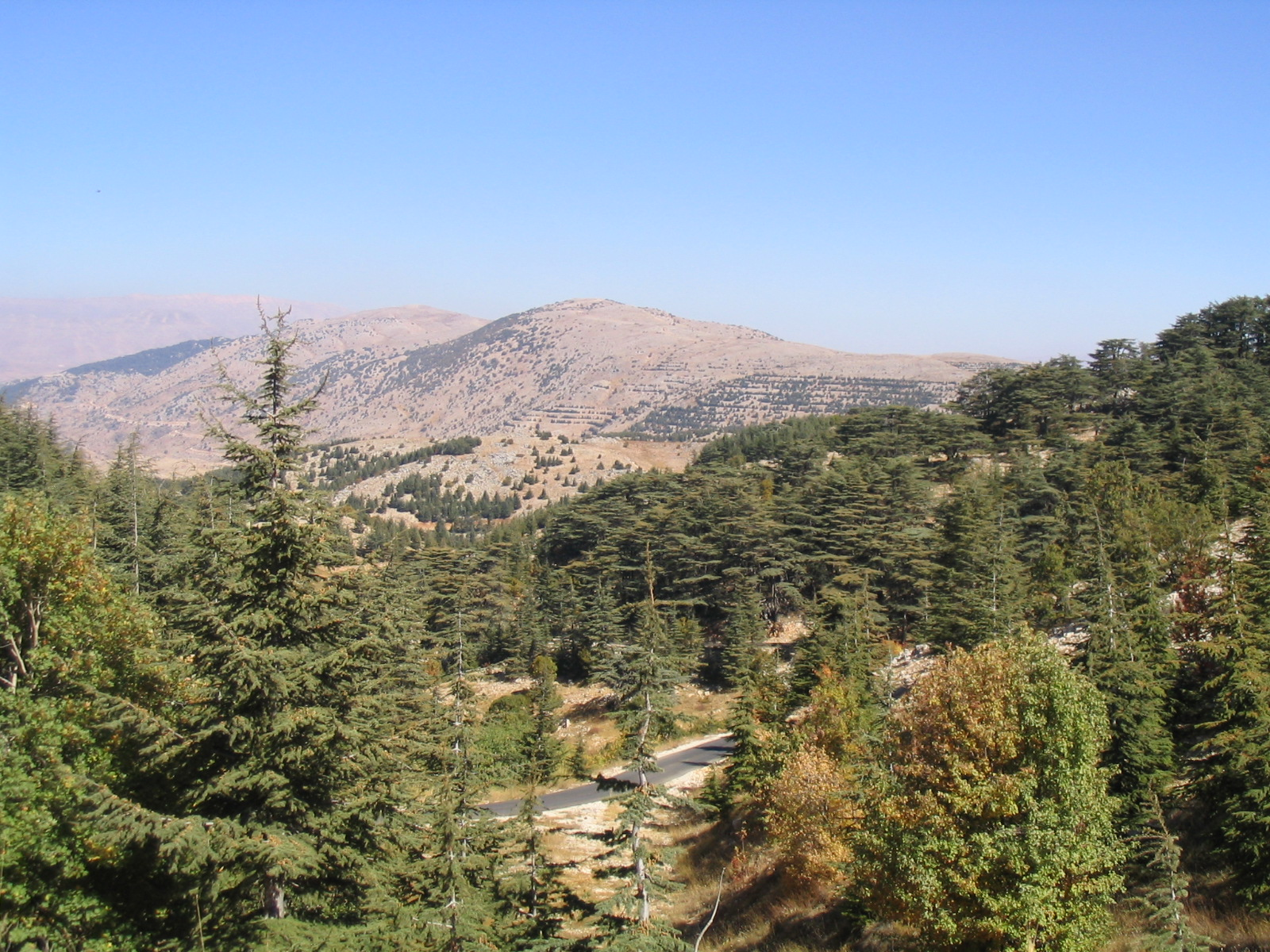
Гора Барук на территории резервата

Шуф — биосферный заповедник в Ливане. Резерват был основан в 2005 году и включает в себя кедровый заповедник Шуф и водно-болотные угодья Аамик. а также район крепости эмира Фахр эд-Дина II Маана.

## Физико-географическая характеристика
В базе данных всемирной сети биосферных резерватов указаны следующие координаты заповедника: 33°30′20″ с. ш. 35°35′34″ в. д. — 33°48′54″ с. ш. 35°48′44″ в. д.. Согласно концепции зонирования резерватов общая площадь территории, которая составляет 295,4 км², разделена на три основные зоны: ядро — 156,4 км², буферная зона — 55,0 км² и зона сотрудничества — 84,0 км².
Биосферный заповедник расположен вдоль горного хребта Ливан. Он протянулся от Дар-эль-Баидар (Dahr-el Baidar) на севере до Джеззин (Jezzine) на юге. С востока и запада ограничен долинами Бекаа (Bekaa) и Шуф (Shouf) соответственно. Сам горный хребет находится в ядре резервата, буферная зона составляет 500 метров по обеим сторонам хребта. Высота над уровнем моря колеблется от 1100 до 2000 метров.

## Флора и фауна
На территории резервата расположены самые южные леса ливанского кедра (Cedrus libani). В резервате произрастает около 25 % всего ливанского кедра в стране. Некоторые районы лесов охраняются местными властями как объекты исключительной красоты. Леса описаны в художественных произведениях, таких как Epic of Gilgamesh and the Old Testament, и многочисленных исторических документах. В кедровых лесах можно встретить также Acer tauriculum, Astragalus emarginatus, Cephalaria cedrorum. Помимо этого, в резервате растут дубы Quercus infectoria latifolia и Quercus calliprinos (дуб калепринский), в этих лесах также встречается Acer tauriculum, Arceuthos drupacea, Astragalus pinetorum, а в засушливой их части Astragalus gummifer, Centranthus longiflorus latifolius, Juniperus oxycedrus. В зоне низкорослого кустарника и пустошах преобладают Acantholimon libanoticum, Astragalus cruentiflorus, Astragalus gummifer.
Резерват занимается долгосрочной охраной крупных млекопитающих, таких как азиатские волки, степные коты и полосатые гиены.

## Взаимодействие с человеком
Люди в основном проживают на западном склоне гор. В зоне сотрудничества расположено 28 деревень, жители которых в основном занимаются сельским хозяйством.
Биосферный резерват включает в себя две природоохранные зоны: кедровый заповедник Эль-Шуф и водно-болотные угодья Аамик, что привлекает сюда множество туристов. Кроме того, на территории расположены различные Археологические раскопки и артефакты, в частности форт Ниха в горной пещере и дворец Мухтара.
Вся территория резервата находится в собственности муниципального заповедника и частных лиц (включая ядро и буферную зону). Часть зоны сотрудничества находится в руках религиозной организации Awqaf. Управление парком осуществляется сообществом Al-Shouf Cedar Society при поддержке правительственного комитета. В 2005 году был составлен план развития, который рассматривает возможность строительства населённого пункта, поддерживающего управление резерватом.